# Паранормальная сущность
«Паранормальная сущность» (англ. Paranormal Entity) — фильм американской киностудии The Asylum, выпущенный на DVD в 2009 году. Является мокбастером получившего широкий успех кинофильма «Паранормальное явление», который вышел на экраны двумя годами ранее.

## Сюжет
Фильм начинается сообщением, что Томас Финли был арестован по обвинению в изнасиловании и убийстве своей сестры Саманты и совершил самоубийство, находясь в тюрьме. Но через некоторое время были найдены снятые Томасом видеозаписи, проливающие свет на трагедию.
Эллен Финли — вдова, живущая с двумя взрослыми детьми: Самантой и Томасом. Они начинают считать, что в доме, где они живут происходят паранормальные явления, и устанавливают в комнатах видеокамеры, чтобы их зафиксировать. Сначала Эллен полагает, что это её покойный муж пытается связаться с ней и детьми. Но после того, как полтергейст проявляет жестокость к ней, а особенно к Саманте, эксперт по паранормальным явлениям объясняет, что возможно в доме обитает инкуб — распутный демон, ищущий сексуальных связей с женщинами.

## В ролях
- Шэйн Ван Дайк — Томас Финли
- Эрин Мари Хоган — Саманта Финли
- Фиа Перера — Эллен Финли
- Норман Салит — Эдгар Лорен, эксперт по паранормальным явлениям